# František Navrátil (sochař)
František Navrátil (19. dubna 1932 Borkovany – 29. října 2012) byl český sochař. Studoval na Baťově Škole umění a Akademii výtvarných umění v Praze, kde byl žákem Jana Laudy a Vincence Makovského. Tvořil portréty známých osobností i drobnou interiérovou plastiku. Byl také amatérským entomologem, zajímal se o brouky krasce. Jeden z poddruhů je pojmenovaný po něm – Anthaxia laticeps navratili.

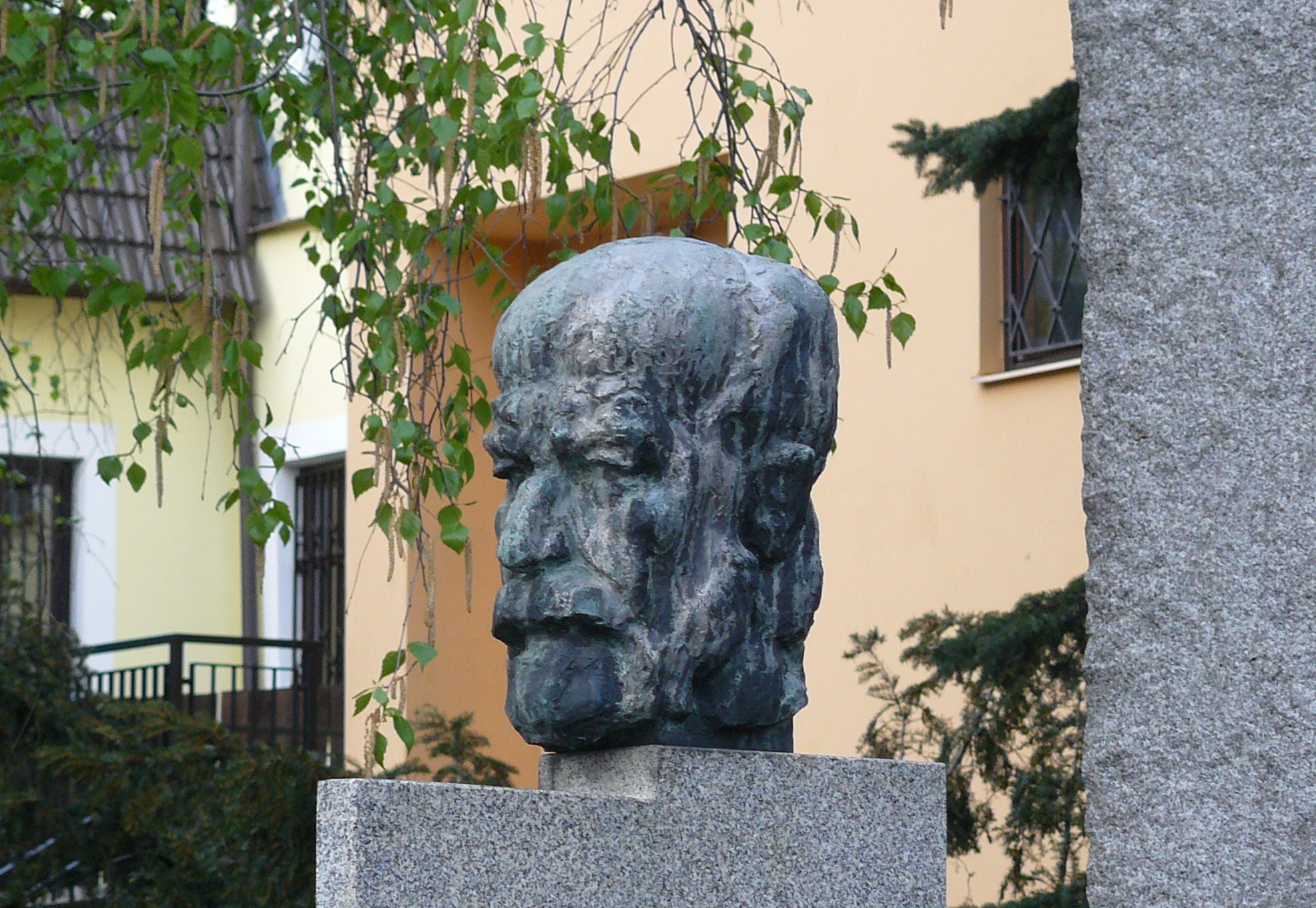
Památník Sigmunda Freuda v Příboře
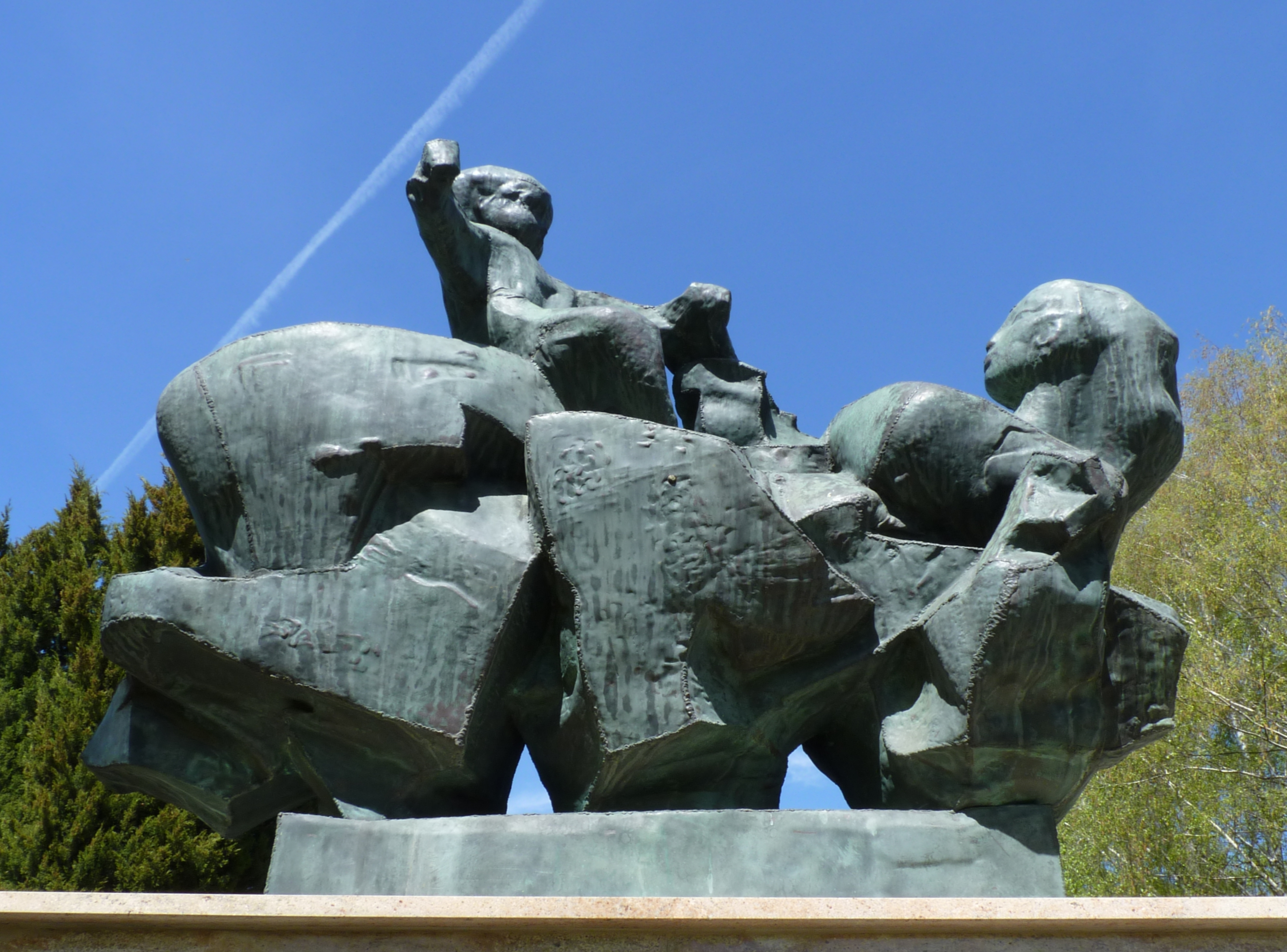
Mateřství (1974, Brno-Žabovřesky)